# Anders Jæger
Anders Jæger-Synnevaag,  född 29 juli 1989 i Oslo, är en norsk före detta kartläsare i rally.
Han tävlade under karriären tillsammans med Andreas Mikkelsen med VW Polo R WRC för Volkswagen Motorsport, Citroën C3 WRC för Citroën Racing och Hyundai i20 Coupe WRC för Hyundai Shell World Rally Team.

## Vinster i WRC
| Säsong | Tävling                      | Förare            | Bil           |
| ------ | ---------------------------- | ----------------- | ------------- |
| 2016   | Rally Poland Rally Australia | Andreas Mikkelsen | VW Polo R WRC |